# Geneeskundige School
De Geneeskundige School te  Paramaribo, Suriname, opgericht op 1 april 1882, was een kosteloze opleiding, maar met de verplichting voor de afgestudeerden om daarna zes jaren in een district te werken. De opleiding was geen volledige medische opleiding. Met het Surinaamse diploma mocht men alleen in West-Indië praktijk uitoefenen. In Nederland gaf het diploma wel recht om de studie af te ronden tot een volwaardig artsdiploma.
In totaal zijn er in de loop van de tijd ruim 600 studenten ingeschreven geweest. De helft hiervan voltooide de studie in Nederland of Amerika. Ongeveer 10% van de studenten was vrouw.
De bekendste alumnus van de Geneeskundige School is Sophie Redmond, de eerste zwarte vrouwelijke arts in Suriname. Zij startte in 1925 haar opleiding aan de Geneeskundige School en studeerde af in 1935. 
Jules van Bochove heeft een boek geschreven over de Geneeskundige School in periode 1943-1951.
In 1972 werd de school officieel opgeheven. Aan de Anton de Kom Universiteit van Suriname was er inmiddels een volwaardige medische opleiding gestart.